# 谢公桥
30°00′49″N 120°34′49″E / 30.013566°N 120.580164°E
谢公桥为位于中国浙江省绍兴市越城区古城西北侧、新河弄西端与西小路交会处的一座单孔石拱桥，东西向跨西小河，因太守谢公所建，故名。传始建于后晋，今桥为清康熙二十四年（1685）重修。
该桥总长30.60米，桥面长3.85米、净宽2.95米，桥高4.65米，拱高3.70米，跨径7.40米，东西两侧各沿21级和20级台阶而上（分别长15.25米和11.50米），拱券采用七折纵联分节并列砌筑，拱石上有刻字及莲花座图案，其中一块正方龙门石上刻有龙形浮雕，桥基采用双层基石，两边桥栏外侧刻有“谢公桥”三字。桥东有明朝內閣首輔吕本府第。